# Napeogenes pheranthes
Napeogenes pheranthes är en fjärilsart som beskrevs av Bates 1862. Napeogenes pheranthes ingår i släktet Napeogenes och familjen praktfjärilar. Inga underarter finns listade i Catalogue of Life.